# Rafael Mallmith
Rafael Mallmith (Porto Alegre, 23 de abril de 1981) é um violinista, arranjador, compositor e cantor brasileiro.

## Carreira
Estudou cavaquinho com apenas 14 anos de idade em sua cidade natal, Porto Alegre. Já com 17 anos, começou a trabalhar com músicos profissionais, realizando shows com alguns grupos da cidade. Atuou como cavaquinista no grupo musical Chorando Cedo.
Em 2005, mudou-se para Rio de Janeiro, onde atuou em gravações e shows com grandes artistas dedicado ao samba, entre eles, Joel Nascimento, Pedro Amorim, Zé da Velha & Silvério Pontes, Wilson Moreira, Glória Bonfim, entre outros.
Em 2006 ingressou na Escola Portátil de Música, na  UNIRIO, no qual deu aulas de violão, projetado pelo violinista e arranjador Maurício Carrilho e pela cavaquinista Luciana Rabello.
Em 2012, Mallmith estreou em seu primeiro disco autoral no StudioClio atuando como compositor, intérprete e arranjador, intitulado "Cordão Amigo", de canções inéditas de sambas e choros instrumentais compostas pelos parceiros e amigos do violonista. Contou com participações dos músicos Ronaldo do Bandolim, Maurício Carrilho, Antonio Rocha, Rui Alvim. No mesmo ano gravou os discos "Joana de Tal" da cantora gaúcha Nina Wirtti e "Ouro e Prata" da dupla de duo instrumental Zé da Velha & Silvério Pontes.
Em 2013 no Rio de Janeiro, atuando como produtor musical, já gravou discos de artistas ligados ao estilo samba e choro, tais como Makley Matos, Julieta Brandão e Ronaldo Gonçalves.
Acompanhou em shows músicos de samba como, Walter Alfaiate, Nelson Sargento, Ronaldo do Bandolim, Pedro Amorim, Diogo Nogueira, Moacyr Luz, Jayme Vignoli, Luciana Rabello, Maurício Carrilho, Eduardo Neves, Humberto Araújo, Rogério Caetano, e outros.